# Lucas de Los Santos
Lucas Paul de los Santos Ruiz Díaz (Paysandú, 26 de julio de 2001) es un futbolista uruguayo, juega como Mediocampista y su actual equipo es el Celaya F.C. de la Liga de Expansión MX.

## Carrera
Lucas de los Santos jugó como local en su ciudad natal de Paysandú antes de llegar a la capital para fichar por el Defensor Sporting Club y pasó por sus categorías inferiores. Debutó con el primer equipo el 5 de octubre de 2021 en la derrota por 1-0 ante el Central Español en la Segunda División Uruguaya. Tras su ascenso en la temporada 2021 de la Segunda División Uruguaya play-offs de ascenso 2021, de los Santos debutó en la Primera División Uruguaya el 5 de febrero de 2022 contra el Liverpool Fútbol Club en el Estadio Luis Franzini.